# Шелестівська сільська рада
Шелестівська сільська́ ра́да — орган місцевого самоврядування в Коломацькому районі Харківської області. Адміністративний центр — село Шелестове.

## Загальні відомості
- Шелестівська сільська рада утворена в 1920 році.
- Територія ради: 48,828 км²
- Населення ради: 2 331 особа (станом на 2001 рік)

## Населені пункти
Сільській раді підпорядковані населені пункти:
- с. Шелестове
- с. Білоусове
- с. Григорівка
- с. Нагальне
- с. Пащенівка
- с. Петропавлівка (Сурдівка)
- с. Підлісне (колишня назва Новий Париж, Колонтовка)
- с. Цепочкине

### Колишні населені пункти
- Лісне

## Склад ради
Рада складається з 16 депутатів та голови.
- Голова ради: Гуртовий Володимир Григорович
- Секретар ради: Колєснік Валентина Олексіївна

### Керівний склад попередніх скликань
| Прізвище, ім'я, по батькові   | Основні відомості                                                         | Дата обрання | Дата звільнення |
| ----------------------------- | ------------------------------------------------------------------------- | ------------ | --------------- |
| Гуртовий Володимир Григорович | Сільський голова, 1966 року народження, освіта вища                       | 26.03.2006   | 31.10.2010      |
| Гуртовий Володимир Григорович | Сільський голова, 1966 року народження, освіта вища, член Партії регіонів | 31.10.2010   |                 |

Примітка: таблиця складена за даними сайту Верховної Ради України

### Депутати
За результатами місцевих виборів 2010 року депутатами ради стали:

#### За суб'єктами висування
| Суб'єкт висування                                       | Кількість обраних депутатів | %    |
| ------------------------------------------------------- | --------------------------- | ---- |
| Партія регіонів                                         | 13                          | 81,3 |
| Політична партія Всеукраїнське об'єднання «Батьківщина» | 3                           | 18,8 |

#### За округами
| № округу                                                | Прізвище, ім'я, по батькові    | Дата визнання обраним | Освіта             | Партійна приналежність | Відомості про обраного депутата                          |
| ------------------------------------------------------- | ------------------------------ | --------------------- | ------------------ | ---------------------- | -------------------------------------------------------- |
| Партія регіонів                                         |                                |                       |                    |                        |                                                          |
| 1                                                       | Колєснік Валентина Олексіївна  | 01.11.2010            | вища               | член Партії регіонів   | Шелестівська сільська рада, секретар                     |
| 2                                                       | Бездітко Ольга Вікторівна      | 01.11.2010            | вища               | член Партії регіонів   | Шелестівська амбулаторія, завгосп                        |
| 3                                                       | Талавиря Віталій Володимирович | 01.11.2010            | вища               | член Партії регіонів   | Коломацьке відділення електрозбуту, старший інспектор    |
| 5                                                       | Шевченко Андрій Іванович       | 01.11.2010            | середня спеціальна | член Партії регіонів   | Південна залізниця, електромонтер                        |
| 7                                                       | Симоненко Василь Володимирович | 01.11.2010            | вища               | член Партії регіонів   | Коломацьке ранне відділення ДЗК, спеціаліст              |
| 8                                                       | Лисенко Юрій Миколайович       | 01.11.2010            | вища               | член Партії регіонів   | ЗАТ Водянське ХПП, директор                              |
| 9                                                       | Осіпенко Марина Володимирівна  | 01.11.2010            | вища               | член Партії регіонів   | МетеостанціяКоломак, начальник                           |
| 10                                                      | Непомяща Світлана Анатоліївна  | 01.11.2010            | середня спеціальна | член Партії регіонів   | Щелестівський ДНЗ, завідувачка                           |
| 11                                                      | Говорушенко Валерій Леонідович | 01.11.2010            | вища               | член Партії регіонів   | Жовтневе лісництво, майстер                              |
| 12                                                      | Чуль Сергій Миколайович        | 02.11.2010            | середня            | член Партії регіонів   | тимчасово не працює                                      |
| 14                                                      | Пащенко Руслан Олексійович     | 01.11.2010            | вища               | член Партії регіонів   | приватний підприємець                                    |
| 15                                                      | Калиниченко Людмила Михайлівна | 01.11.2010            | вища               | член Партії регіонів   | Пащенівський фельдшерсько-акушерський пункт, завідувачка |
| 16                                                      | Білоус Микола Миколайович      | 01.11.2010            | середня            | член Партії регіонів   | Шелестівська сільська рада, спорт-інструктор             |
| Політична партія Всеукраїнське об'єднання «Батьківщина» |                                |                       |                    |                        |                                                          |
| 4                                                       | Осипенко Олександр Михайлович  | 01.11.2010            | вища               | позапартійний          | тимчасово не працює                                      |
| 6                                                       | Талавиря Ніна Тихонівна        | 01.11.2010            | вища               | позапартійна           | Шелестівська сімейна амбулаторія, медсестра              |
| 13                                                      | Пащенко Іван Андрійович        | 01.11.2010            | вища               | позапартійний          | пенсіонер                                                |